# Obligations du bailleur dans le bail commercial
Le bail commercial étudié en cet article, concerne exclusivement celui qui a été conclu ou renouvelé depuis le 1er septembre 2014, suivant décret d'application du 3 novembre 2014 répertorié sous Identifiant Européen de la Législation (European Legislation Identifier, ELI). Depuis le 1er janvier 2020, en matière civile, le recours à un Avocat est obligatoire pour l'ensemble des questions relatives aux baux commerciaux (de même pour les contestations relatives à la fixation du prix du bail révisé ou renouvelé).
Les obligations du bailleur dans le bail commercial constituent un ensemble cohérent qui vise à informer le locataire mais aussi à garantir ses droits et l'exploitation du fonds de commerce. L'obligation principale est celle de délivrance, elle est de l'essence même du bail commercial de sorte qu'il est impossible d'y déroger sans remettre en cause l'existence du contrat. Elle est impérative et d'ordre public et s’exerce « cum omni causa ». Le bail commercial étudié en cet article, concerne exclusivement celui qui a été conclu ou renouvelé depuis le 1er septembre 2014, suivant décret d'application du 3 novembre 2014 répertorié sous Identifiant Européen de la Législation (European Legislation Identifier, ELI).
Depuis le 1er janvier 2020, en matière civile, le recours à un Avocat est obligatoire pour l'ensemble des questions relatives aux baux commerciaux (de même pour les contestations relatives à la fixation du prix du bail révisé ou renouvelé).
Les clauses contractuelles dérogatoires, sous réserve de l'application des textes impératifs, demeurent valables, y compris les plus restrictives, mais elles ne suppriment pas pour autant, l'obligation de délivrance résiduelle mais essentielle du bailleur. Étant précisé qu’une clause de cette nature devient sans application lorsque la gêne provoquée par les travaux présente un caractère anormal, ou prive le bail de son objet ou de sa cause. Si l’exploitation du fonds de commerce devenait impossible, faute pour le bailleur de continuer à satisfaire à son obligation de délivrance, obligation dont il ne peut jamais s’exonérer notamment par le biais des clauses du bail relatives aux travaux, l’indemnité d’occupation cesserait d’être due, si bien que, dans le cas où celle-ci aurait été néanmoins payée, elle deviendrait sujette à répétition.

## Obligations de délivrance et de jouissance paisible
Par stricte application de l'article 1719 du code civil, le bailleur est tenu, par la nature juridique même du contrat, sans clause spécifique dans le bail, de mettre à la disposition de son locataire les lieux loués conformes à la destination fixée au bail.
A titre d'exemples
- Le bailleur doit mettre à la disposition de son locataire les biens loués, par la remise d'un local clos et couvert, et conforme à sa destination contractuelle[Jurisprudences 2] ;
- Le preneur pourra réaliser les travaux indispensables, même sans autorisation préalable, s’il s’agit de rendre son local conforme aux impératifs administratifs ou urbanistiques attachés à l’exercice de son activité[Jurisprudences 3] ;

Ladite obligation ne s'entend pas exclusivement au moment de la signature et de l'échange des consentements mais constitue, en définitive, une obligation qui pèse sur le bailleur pendant tout le cours de la relation contractuelle. Par application de l'article 1743 du code civil, cette obligation pèsera sur l'acquéreur de l'immeuble qui est tenu d'une obligation envers le locataire de réaliser les travaux nécessaires à une délivrance conforme du bien loué.

### Destination
Ainsi, la jurisprudence adopte une solution constante selon laquelle un bailleur qui accepte une destination précise et en l'occurrence une activité de restauration nécessitant une extraction doit délivrer au preneur la chose louée en état de servir à l'usage pour lequel elle a été louée. Il s’agit du local principal, et des accessoires (caves, droits accessoires). Une clause de transfert de travaux doit, pour mettre à la charge du preneur le coût des travaux de raccordement aux eaux usées et d'installation d'un raccordement au réseau électrique, faire l'objet d'une stipulation expresse dans le bail,. L'interprétation des clauses se fait toujours in favorem debitoris.
En présence d'une destination tous commerces, et lorsque les lieux loués forment un tout alors même que les plans annexés au bail décrivent les deuxième et troisième étages comme aménagés en pièces d'habitation, si la société locataire stocke dans les étages des marchandises destinées à la vente et y installe des appareils de climatisation et que cette surexploitation est la cause directe des désordres tant structurels affectant les façades et les planchers porteurs que secondaires, il ne pourra être reproché au bailleur d'avoir méconnu son obligation de délivrance.

#### Installations classées
En matière d'installation classée, le propriétaire-bailleur manque à son obligation de délivrance, engageant ainsi sa responsabilité contractuelle, en louant un entrepôt dont la finalité intrinsèque première était le stockage, activité soumise à autorisation au titre du code de l'environnement, sans que celui-ci : « ait fait l'objet ni de déclaration, ni de demande d'autorisation d'exploiter tant au moment de la construction que de l'installation du premier locataire ».
Il ne saurait en être exonéré par la clause du bail prévoyant que : « le locataire accepte de prendre en charge l'obtention de toutes les autorisations administratives éventuellement nécessaires à l'exploitation de son activité dans les locaux objet du bail », dans la mesure où l'obtention de cette autorisation est conditionnée à la mise aux normes de l'ensemble immobilier à la charge du bailleur au titre de l'obligation d'entretien général du bâtiment.

#### Normes sanitaires
Le code de la santé publique en son article R1331-2 interdit le rejet direct des déchets graisseux dans le réseau d’assainissement collectif, et impose aux activités de restauration de recourir à un dispositif de pré-traitement des eaux usées, en l’occurrence un bac à graisse ; en l’absence de ce bac, l’établissement devient inexploitable faute de satisfaire aux normes sanitaires.

#### Extraction de fumées
Lorsque le local est équipé d'un système d'extraction des fumées qui, dès l'origine, n'est pas conforme aux normes de sécurité, il y a un manquement du bailleur à son obligation de délivrer des locaux conformes à la destination contractuelle, dont il ne peut être exonéré par la clause du bail mettant à la charge du preneur les travaux de mise en conformité.

#### Logement décent
Dans la situation d'un bail mixte (commerce-habitation), pour les locaux accessoires à usage d’habitation, le bailleur a l'obligation de délivrer un logement décent, faute de cela, le preneur pourra engager une action en réduction du loyer sur le fondement de l'article 20-1 de la loi du 6 juillet 1989.

### Jouissance paisible
A titre d'exemples
- enseigne : le bail réalisé par acte d'Avocat autorisait l'usage d'un cadre mural situé sur un autre immeuble, et du fait de la dépose (par le propriétaire voisin) de l'enseigne de son commerce de vente, fabrication et consommation de chocolat, la société preneuse a vu diminuer ses ventes pendant un temps limité, la cour d'appel a, sans méconnaître le principe de la contradiction, pu décider que le préjudice en relation avec la faute s'analysait en la perte d'une chance de réaliser un meilleur chiffre d'affaires, dont elle a souverainement apprécié le montant[Jurisprudences 11],[note 2].

## Obligations de sécurité
Il est constant que la liste des diagnostics obligatoires au bail doit être exhaustive lors de la rédaction du contrat de location, afin que le bailleur puisse être protégé d'une action en garantie des vices cachés. Le local loué doit donc être conforme techniquement à l'activité envisagée. Il doit l'être également pour ce qui concerne les règles de sécurité et d'accessibilité.
Le bailleur peut être engagé par une action pénale pour violation d'une obligation de sécurité sur le fondement des articles 121-3 et 221-6 du code pénal.

### Accessibilité des établissements recevant du public (ERP)
Les établissements recevant du public ERP (magasin, bureau, hôtel, etc.) doivent être accessibles aux personnes handicapées. L'établissement non conforme aux règles d'accessibilité est tenu de s'inscrire à un Agenda d'Accessibilité Programmée (Ad'AP) qui permet d'engager les travaux nécessaires dans un délai limité.
Depuis le 31 mars 2019, il n’est plus possible de déposer d’Ad’AP. Le dispositif se poursuit cependant avec la mise en œuvre des travaux à travers l’instruction des autorisations de travaux et le suivi des agendas de plus de trois ans,,.
Les normes d'accessibilité doivent permettre aux personnes handicapées (tout type de handicap : moteur, visuel, auditif, mental...) de circuler avec la plus grande autonomie possible, d'accéder aux locaux et équipements, d'utiliser les équipements et les prestations, de se repérer et de communiquer,.
L’article R.123-2 du code de la construction et de l’habitation définit les établissements recevant du public (ERP). Ainsi, sont notamment des ERP :
- tous les commerces (de proximité jusqu’aux centres commerciaux) ;
- les locaux des professions libérales (médecins, avocats, notaires, etc.) ;
- les bars, les hôtels, les restaurants ;
- les agences de services telles que les banques, les agences immobilières.

Toute clause dite de transfert doit être expresse et mettre explicitement à la charge du preneur les travaux (de sécurité) prescrits par l'autorité administrative. Une limite à la liberté contractuelle est posée par l'article R145-35 du code de commerce qui interdit de répercuter sur le locataire :
- "1° Les dépenses relatives aux grosses réparations mentionnées à l'article 606 du Code civil ainsi que, le cas échéant, les honoraires liés à la réalisation de ces travaux ;
- 2° Les dépenses relatives aux travaux ayant pour objet de remédier à la vétusté ou de mettre en conformité avec la réglementation le bien loué ou l'immeuble dans lequel il se trouve, dès lors qu'ils relèvent des grosses réparations mentionnées à l'alinéa précédent ;"

Si le bail ne prévoit rien quant à la charge des travaux de mise aux normes ou travaux prescrits par l'administration, le poids desdits travaux incombera alors au bailleur.
Ainsi, ne peuvent faire l'objet d'une clause de transfert, les travaux de désamiantage, les travaux qui affecteraient les gros murs (porteurs et façade), et les travaux d'accessibilité intégrant un agrandissement de la porte d'entrée en façade ou l'installation d'un ascenseur qui affecterait les gros murs.
Toute clause contraire serait réputée non écrite.

### Diagnostic amiante
Il est obligatoire pour tous les immeubles bâtis dont le permis de construire a été délivré avant le 1er juillet 1997, et doit être réalisé par un expert certifié et formé au risque amiante.
Pour un immeuble en copropriété, il doit viser les parties privatives (DAPP) et les parties communes (DTA). Il s'agit de protéger la santé des personnes exerçant dans le local. Sa durée de validité est illimitée en cas de constat négatif.
En présence d'amiante, le rapport du diagnostiqueur peut préconiser différentes mesures, soit :
- une évaluation périodique de l'état de conservation des matériaux ou produits contenant de l'amiante ;
- une analyse de risque approfondie, notamment à l'aide de mesures d'empoussièrement dans l'atmosphère ;
- des actions correctives et mesures conservatoires pouvant aller jusqu'à des travaux de confinement ou de retrait de l'amiante.

### Diagnostic saturnisme
Le diagnostic saturnisme est obligatoire pour les locaux mixtes, c'est-à-dire comprenant une partie habitation et une partie commerciale si le local a été construit avant le 1er janvier 1949.

## Obligation relatives aux travaux et aux réparations
Il existe un principe dit de complémentarité entre les articles 1719 et 1720 du Code civil ; le second constituant la prolongation de l’obligation de délivrance et engage le bailleur, pendant la durée du bail, a effectué toutes les réparations qui peuvent devenir nécessaires, autres que les locatives. Il appartient aux juges du fond d'apprécier souverainement si une réparation relève ou non de cette qualification, de même pour la nature des travaux. Le bail peut transférer toutes les charges sur le preneur sauf celles prévues par l'article R145-35 du code de commerce.
Toute clause de transfert doit figurer dans le bail même et non dans l'acte de cession du fonds de commerce qui est étranger aux rapports locatifs.

### Obligation portant sur les travaux, l'entretien et les réparations
A titre d'exemples
- Lorsque le bail contient une clause contenue au paragraphe entretien et réparations, stipulant que, « si, pour une raison quelconque, le remplacement des installations ou appareils et en général, de tous équipements, devenait nécessaire, même par suite d'usure, de vétusté, de force majeure ou d'exigence administrative, il serait entièrement à la charge du preneur, sans recours contre le bailleur », c'est par une interprétation souveraine que la cour d'appel a retenu que la rénovation de l'installation électrique, la mise en conformité de l'éclairage de sécurité, ainsi que le remplacement des portes vitrées donnant sur l'escalier par des portes coupe-feu, constituaient un remplacement des installations ou équipements existants qui ne relevait pas de l'obligation des bailleurs et ne pouvait justifier la résiliation du bail à leurs torts[Jurisprudences 16] ;

### Obligation portant sur les grosses réparations
La jurisprudence adopte une position extensive quant à l'appréciation de l'article 606 sur le point épineux du terme : « grosses réparations » ; ainsi, il appartient aux juges du fond d'apprécier souverainement si une réparation relève ou non de cette qualification.
A titre d'exemples
- au sens de l'article 606 du Code civil, les réparations d'entretien sont celles qui sont utiles au maintien permanent en bon état de l'immeuble tandis que les grosses réparations intéressent l'immeuble dans sa structure et sa solidité générale[Jurisprudences 17] ;
- Sont des grosses réparations : l'entière toiture ; une verrière dont la réfection est entière[Jurisprudences 18] ;
- Ne sont pas des grosses réparations : le remplacement des fenêtres[Jurisprudences 19],[note 5]

## Obligation relatives aux charges
Au sens de l'article L.145-40-2 du code de commerce, le bail doit contenir un inventaire précis et limitatif. L'énumération des catégories de charges à la seule charge du preneur, doit figurer dans le bail avec une clé de répartition entre les différents locataires de l’immeuble.

## Obligations d'information

### Annexe environnementale
Le contenu de l'annexe environnementale mentionnée à l'article L125-9 du code de l'environnement est défini aux articles R137-1 à R137-3 du code de la construction et de l'habitation. Certes l'article L 125-9 du code de l’environnement ne fait pas une mention spécifique du bail commercial, toutefois, il ne saurait être exclu de cette mesure, et d'autant que l'article D145-34 du code de commerce fait référence au contenu de cette annexe.
Ce document doit être joint au bail et concerne les biens à usage de bureaux ou de commerce de plus de 2 000 m2.
Ce document doit être joint, qu'il s'agisse du :
- bail commercial par extension conventionnelle du statut ;
- bail portant sur des locaux accessoires ;
- bail de courte durée ;
- bail professionnel visé à l'article 57 A de la loi du 23 décembre 1986 ;
- bail civil de droit commun ;
- bail à construction ;
- bail emphytéotique ;
- bail en l'état futur d'achèvement[note 10].

Cette annexe permet ainsi de prévoir un bilan d'évolution pour améliorer la performance énergétique des locaux commerciaux et leur classe énergie.

### État des risques naturels, miniers et technologiques
L'état des risques naturels, miniers et technologiques doit obligatoirement être annexé au contrat de bail commercial si le bien immobilier est situé dans une zone couverte par un plan de prévention des risques technologiques, par un plan de prévention des risques naturels prévisibles, dans des zones de sismicité définies par décret.
L'obligation d'information s'applique, dans chacune des communes dont la liste est arrêtée par le préfet, pour les biens immobiliers situés dans le périmètre d'exposition des risques délimité par un PPRT approuvé. Si le bailleur ne communique pas ce document au moment de la signature du bail commercial, le locataire peut demander au Tribunal judiciaire, la résolution du contrat de bail ou la diminution du loyer. Sa durée de validité est de six mois à compter de la date de signature du contrat de bail.

### État récapitulatif et prévisionnel des travaux
Sont visés, les travaux que le bailleur a réalisé dans les trois années qui précédent la prise d'effet du bail, et ceux qu'il entend réaliser à chaque échéance triennale.

### Diagnostic de performance énergétique
Depuis la loi Grenelle du 12 juillet 2010, le diagnostic de performance énergétique doit être annexé par le propriétaire au contrat de bail commercial. Ce document a pour objet de mesurer et d'évaluer la quantité d'énergie consommée par le bien commercial sur une année en matière de chauffage et d'eau chaude sanitaire ; sa valeur n'est qu'informative, et sa durée de validité est de 10 ans à compter de sa réalisation.

### Garantie solidaire
En présence d'une clause de garantie solidaire la loi Pinel du 18 juin 2014 impose au bailleur d'informer le cédant de tout défaut de paiement de loyer par le locataire dans le délai d'un mois à compter de la date à laquelle la somme aurait dû être acquittée par ce dernier.

## Obligation d'établir un état des lieux
Une disposition d'ordre public rend obligatoire l'établissement d'un état des lieux d'entrée lors de la prise de possession des locaux, de la cession du droit au bail et de la restitution des locaux. L'état des lieux doit être réalisé, soit par huissier, soit à l'amiable de manière contradictoire.
En l'absence d'état des lieux d'entrée d'un bail conclu ou renouvelé depuis le 20 juin 2014, le bailleur ne pourra plus invoquer la présomption de délivrance des locaux en bon état de l'article 1731 du code civil.

## Obligation de non-concurrence et d'exclusivité
Dans un ensemble immobilier, le bailleur n'est pas tenu, sauf clause contraire, de garantir l'exclusivité de l'activité du preneur dans l'immeuble loué.
A titre d’exemples
- la stipulation d’une clause dite d’exclusivité ou de non-concurrence aura un effet drastique, et permettra au preneur bénéficiaire d'une telle clause d'exiger du bailleur qu’il fasse respecter cette clause par ses autres locataires, bien que ceux-ci ne soient pas parties au contrat contenant cette stipulation[Jurisprudences 21] ;
- la stipulation d’une telle clause libérera le bailleur de toute obligation ; étant précisé toutefois que cette clause sera de stricte interprétation[Jurisprudences 22] ;
- la jurisprudence reconnaît l’existence d’une garantie implicite de non-concurrence à la charge du bailleur pour les commerces qui viendraient par la suite s'installer ; il s’agit donc de faits postérieurs à la conclusion du bail[Jurisprudences 23].

## Obligation de délivrer une quittance au preneur
Le bailleur doit délivrer une quittance pour tout paiement effectué par le preneur. Le refus de délivrer une quittance ne fait pas l'objet d'une sanction prévue par un texte mais il entraînera l'impossibilité pour le bailleur d'agir en résiliation du bail.

### A titre d'exemples
- des quittances émanant du bailleur indiquant le paiement d'un loyer supplémentaire à compter d'une certaine date pour le parking démontrent que le bail porte sur le bâtiment proprement dit mais également sur le parking à compter de cette date[Jurisprudences 24].

## Obligation de purge du droit de préférence
En application de l'alinéa 1er de l'article L145-46-1 du code de commerce, disposition d'ordre public, le bailleur qui envisage de vendre son local commercial doit préalablement notifier au preneur une offre de vente ; il s'agit de l'acquisition du local dans lequel il exerce son activité à l'exclusion des cas suivants :
- cession unique de plusieurs locaux d'un ensemble commercial ;
- cession unique de locaux commerciaux distincts ou de cession d'un local commercial au copropriétaire d'un ensemble commercial ;
- cession globale d'un immeuble comprenant des locaux commerciaux ;
- cession d'un local au conjoint du bailleur, ou à un ascendant ou un descendant du bailleur ou de son conjoint.

Par ailleurs, il est précisé que cette offre ne peut inclure des honoraires de négociation.
A titre d'exemples
- lorsque le preneur a fait connaître au bailleur son acceptation d'acquérir au seul prix de vente, la vente est parfaite, et la juridiction est fondée à se prononcer en l'absence de l'agent immobilier[Jurisprudences 25],[note 13] :
- la vente aux enchères publiques de l’immeuble étant une vente judiciaire, les dispositions précitées ne lui sont pas applicables[Jurisprudences 26] ;
- ce droit de préférence ne s'applique pas à la cession globale d'un immeuble comprenant des locaux commerciaux[note 14],[23].

## Obligations fiscales

### Cotisation foncière
La cotisation foncière est à la charge du preneur mais le bailleur devient solidaire de son paiement, en application de l'article 1687 code général des impôts, s'il ne déclare pas le départ de son locataire au trésor public.

### Taxe foncière
La hausse de la taxe foncière qui découle du changement d'affectation des lieux (terrain nu loué à usage de camping, cave utilisée comme un local secondaire...) relève de l'article 1406 du code général des impôts, lequel prévoit que les constructions nouvelles, les changements de consistance et les changements d'affectation doivent être portés à la connaissance de l'administration par les propriétaires, dans les quatre-vingt-dix jours de leur réalisation définitive.
L'imprimé no 6660 (CERFA no 12161) concerne tous les biens ordinaires - autres que les locaux d'habitation ou à usage professionnel et les établissements industriels - situés indifféremment dans une construction individuelle ou dans un immeuble collectif. Il s'agit essentiellement :
- des locaux commerciaux (boutiques, magasins, etc.) ou artisanaux (petits ateliers, échoppes, etc.) ;
- des locaux administratifs (bureaux, etc.) occupés par des administrations, des organismes publics ou privés, des entreprises ou sociétés, etc ;
- des locaux ou des biens utilisés par des associations, des œuvres, des collectivités à caractère désintéressé, des clubs privés, etc.

## Obligations à l'égard de tiers au contrat
La mise en location gérance du fonds de commerce peut entraîner une action en responsabilité délictuelle du locataire-gérant directement contre le bailleur pour impossibilité d'exploiter normalement le fonds du fait d'un manquement aux obligations contractuelles. Le tiers au contrat n'aura à établir que l'existence du préjudice et le lien de causalité entre le manquement contractuel et le dommage subi.

## Responsabilité pénale

### Droit pénal au sens strict
La violation par le bailleur de ses obligations, qu'il s'agisse de celle de délivrance ou d'entretien, peut entrainer sa responsabilité pénale sur le fondement des articles 121-3 et 221-6 du code pénal.

### Droit de l'urbanisme
En droit pénal de l’urbanisme et en application de l'article L480-4 dudit code, la réalisation de travaux irréguliers entraine la condamnation du bénéficiaire,et la Cour de cassation décide que la responsabilité pénale du propriétaire peut être engagée, bien qu'il ne soit pas l’auteur de l’ouvrage illégal.
A titre d'exemples
- l'article L. 480-4 du code de l'urbanisme permet à la commune de saisir le tribunal de grande instance de l'action civile en vue de faire ordonner in solidum la mise en conformité du fait que les travaux constitutifs d'un trouble manifestement illicite étaient imputables tant au locataire, au bailleur nu-propriétaire[note 16] qu' à l'usufruitier de la parcelle, qui en percevait les revenus et était ainsi bénéficiaire des travaux irréguliers réalisés[Jurisprudences 28].